# Ho Jong-man
Ho Jong-man (hangeul : 허종만, hanja : 許宗萬, né le 22 février 1935 dans le district de Goseong) est le troisième président du Comité central exécutif de la Chongryon, association regroupant les résidents nord-coréens au Japon. Ancien vice-président de l'association depuis juillet 1993, il succéda à So Man-sul en mai 2012 après sa mort. Il est aussi député de l'Assemblée populaire suprême.